# Debut-Quadrille
Debut-Quadrille (Quadrille du début) est un quadrille de Johann Strauss II  (op. 2). L'œuvre est jouée pour la première fois le 15 octobre 1844 au casino Dommayer à Vienne.

## Histoire
Le quadrille est créé lors de la toute première apparition publique du fils de Johann Strauss le 15 octobre 1844 au casino de Dommayer, d'où son nom. Outre quelques œuvres d'autres compositeurs, le jeune homme se présente devant son public avec ses propres compositions, comme  la valse Singedichte (op. 1).
Suivant le modèle français, le quadrille est divisé en six parties : Pantalon, Été, Poule, Trenis (personnage du nom du danseur et inventeur Trenitz), Pastourelle (le berger) et Final.

## Durée
Sa durée d'exécution est d'environ 5 minutes et 50 secondes. Elle peut varier légèrement selon l'interprétation musicale du chef d'orchestre.

## Interprétation notable
En 2011, la pièce est jouée lors du célèbre concert du nouvel an à Vienne, sous la direction de Franz Welser-Most.